# D43/44次列车
- 關於原北京-大连北D43/44次列车，請見「v:北京-大连高速动车组列车」。
- 關於来往北京和西安的其他动车组列车服务，請見「京西动车组列车」。

D43/44次列车是中国铁路运行于首都北京至陕西省会西安之间的动车组列车，其前身T43/44次列车自2005年7月1日起开行，由西安局集团西安客运段北京车队负责客运任务。列车使用复兴号CR200J型动车组，沿京广铁路及隴海铁路运行，全程1200公里，途经北京、河北、河南及陕西三省一市。其中北京西站至西安站运行11小时53分，使用车次为D43次；西安站至北京西站运行11小时47分，使用车次为D44次。2007年，在中国铁路开展的客运站车满意度测评中，原T43/44次列车在230对被测评列车中取得了第二名的成绩，被评为铁道部“红旗列车”，成为全路学习的“品牌列车”。

## 历史

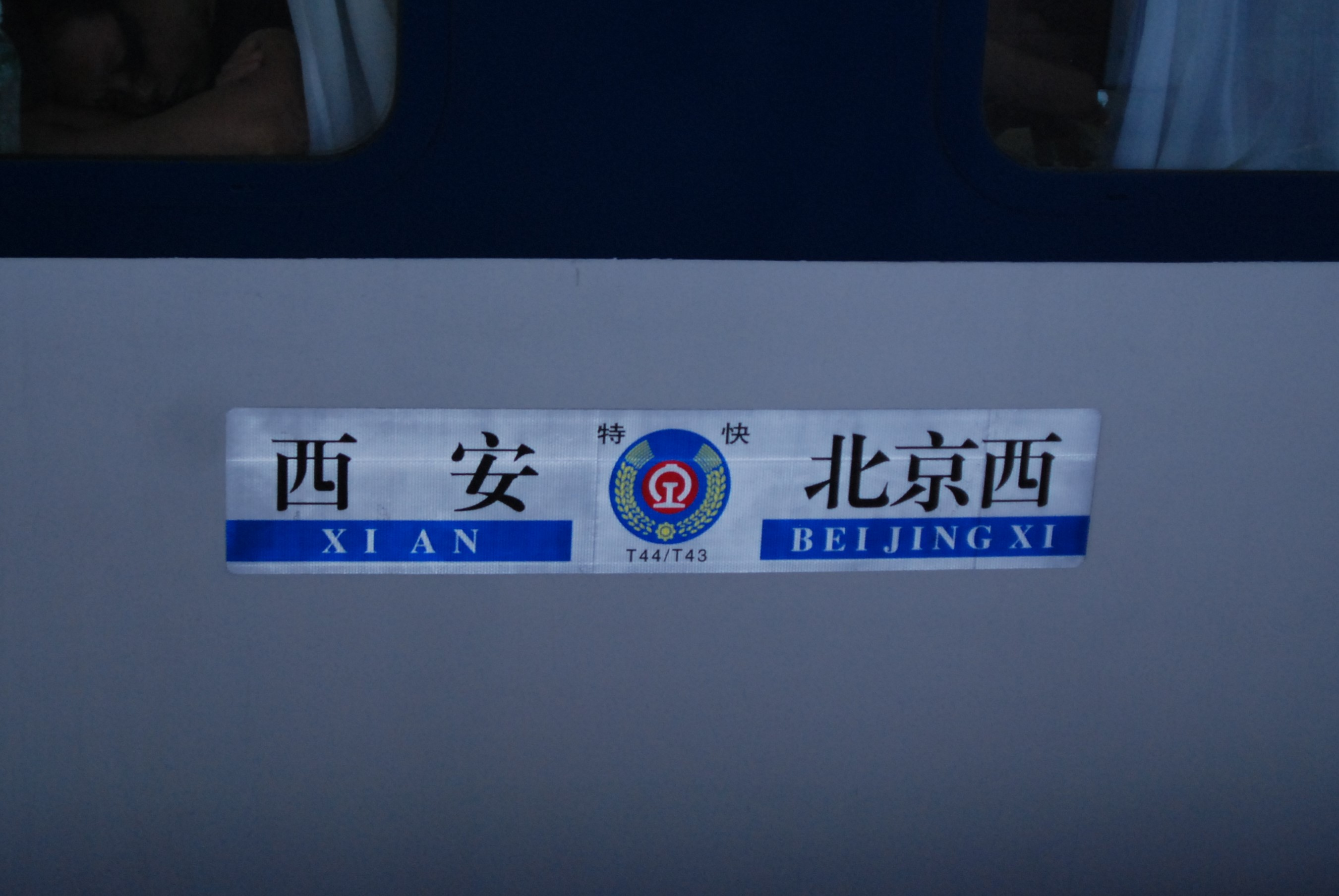
原T43/44次列车水牌

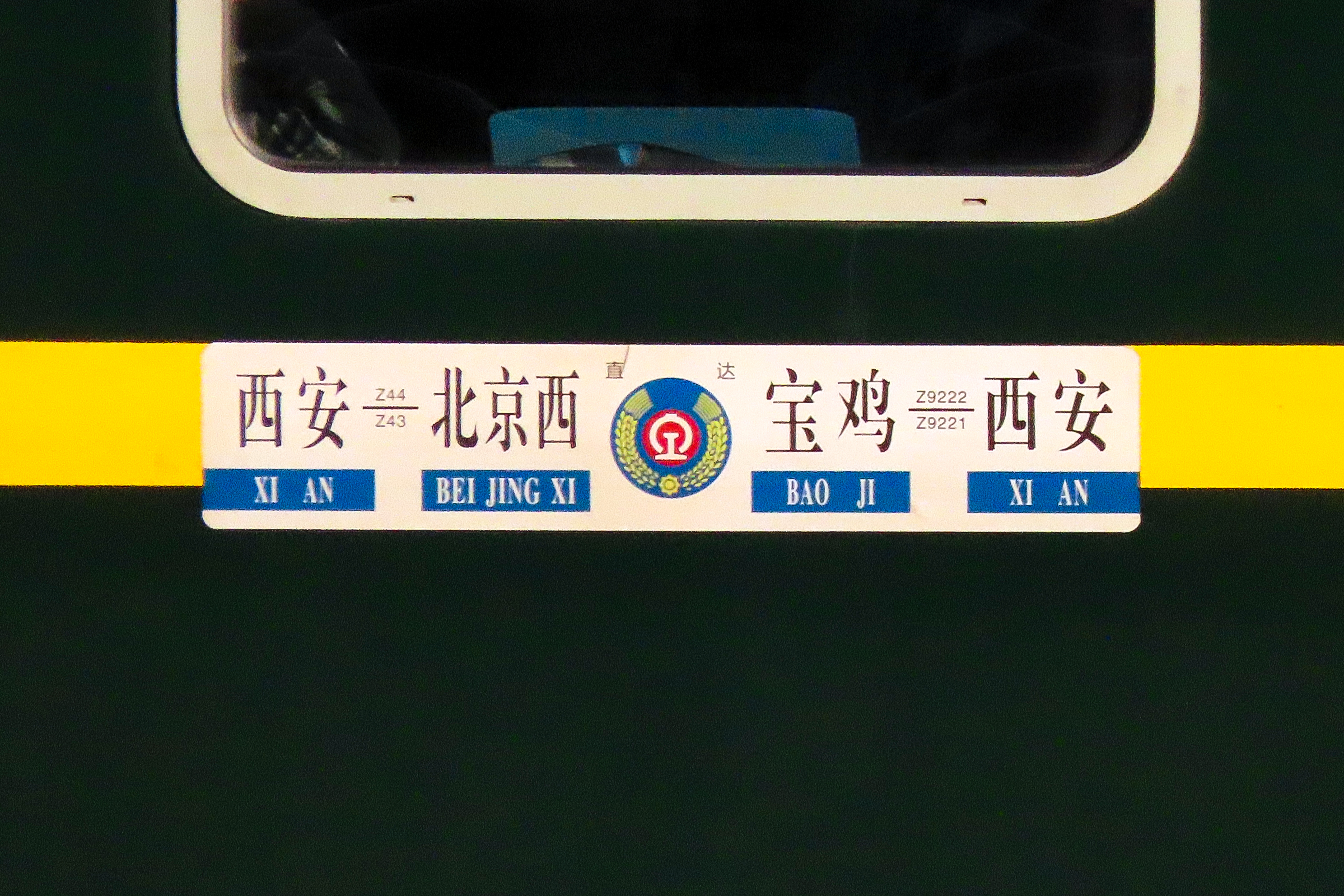
原Z43/44次列车水牌

D43/44次列车原为延安至北京西的T45/44、T43/46次列车。2004年起，中国共产党中央委员会、中国国务院大力发展红色旅游，延安市政府也把红色旅游作为经济社会发展的战略之一。2005年7月1日，在中国共产党成立84周年之际，铁道部在运能非常紧张的情况下，开行了延安至北京西的T45/44、T43/46次列车，沿京广铁路、陇海铁路及西延铁路运行，全程1552公里，并比照直达特快列车安排运行时刻，沿途只在西安和石家庄两地办理客运业务，列车运行时间不到16个小时，平均运行时速为97.6公里，最高区段时速达160公里，执行提速不提价的优惠政策，使延安民众进京不再需要经省会西安中转，对拉动地方经济社会发展特别是延安的“红色旅游”起到了重要作用，被老区人民视为“红色列车”。
2011年1月11日，中国铁路开始执行新的列车运行图， 随着包西铁路、太中银铁路的建成开通，延安至北京途经西安的T45/44、T43/46次列车改为西安至北京途经延安的T43/44次列车，沿包西铁路、太中银铁路及石太客专运行，全程1275公里，途经北京、河北、山西、陕西三省一市，沿途只在延安和石家庄两地办理客运任务。
2014年12月10日，中国铁路总公司实行新运行图，T43/44次升格为直达特快班次，车次改为Z43/44次，成为西安站始发的另一对进京直达特快列车（2009年至2012年曾有Z53/54次往来西京两地，后因京广高铁开通而停运。该车次现时用于北京-昆明列车）。
2023年7月1日，Z43/44次列车於石家莊至西安段改經京廣、隴海線運行。
2024年1月10日，Z43/44次列车升级为D43/44次列车，车体改用复兴号CR200J型动车组。

## 列车编组

### 历史编组

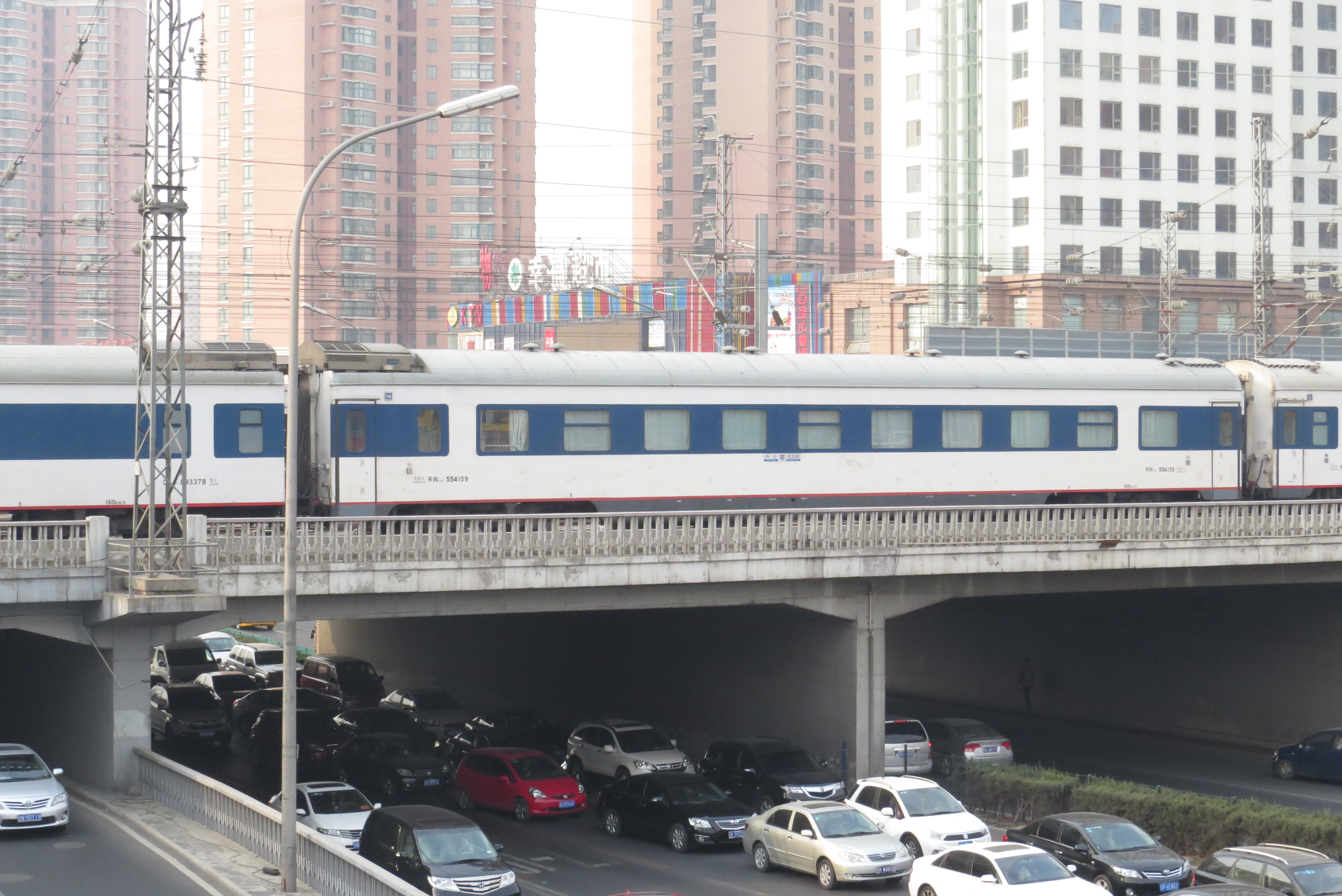
列车编组中的高级软卧车

原Z43/44次列车自开行起便使用新造中国铁路25T型客车，全程采取18辆编组，其中软卧车7辆、硬卧车6辆、硬座车3辆，高级软卧车和餐车各1辆，是当时上线运行的时速最高的客车车型。客车配备有壁挂式液晶电视、空调温度调节器以及残疾人厕所等设施，并安装了安全监控装置、烟火报警系统、故障诊断系统、车辆运行与地面数据传输处理系统等，采用密接式车钩、车端风挡阻尼装置等新装备，确保列车运行安全、平稳、舒适。
列车由西安铁路局西安客运段北京一队负责客运任务，现有职工214人，共产党员63人，下设7个党支部，号称“精锐之师”。该车队结合红色旅游的特性，推出了“红色旅游列车”服务品牌，把每个车厢都用革命旧址的地名来命名，引导乘务员担当列车导游，向旅客介绍革命圣地旅游景点，并开办了延安精神专题广播节目，通过列车广播，播送革命歌曲、革命诗篇，开展革命传统教育。
| 车厢编号 | 1-3          | 4          | 5                | 6-12                    | 13-18        |
| 车型     | YZ25T 硬座车 | CA25T 餐车 | RW19T 高级软卧车 | RW25T 软卧车（欠编1节） | YW25T 硬卧车 |

## 历史机车交路

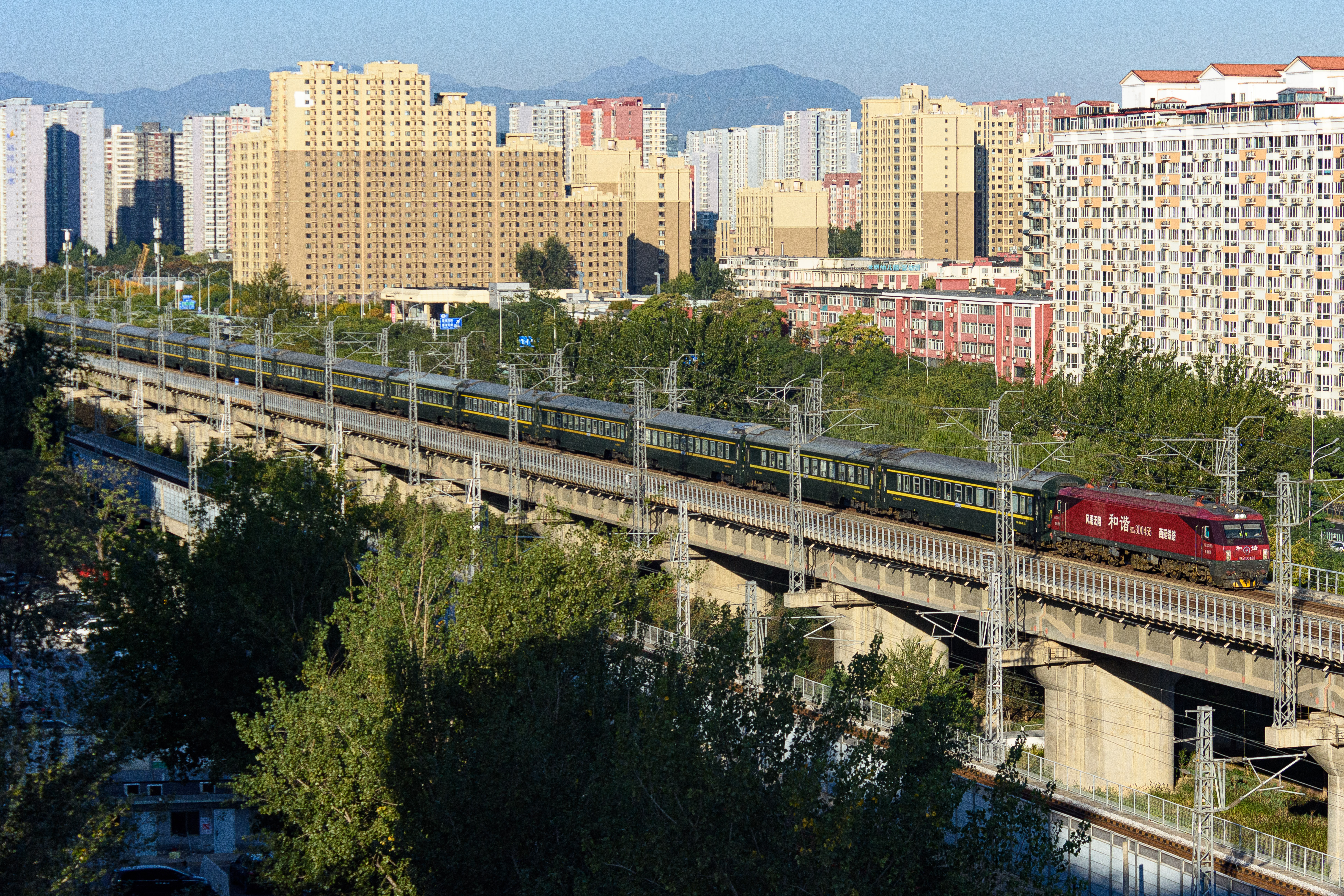
配属西安机务段的和谐3D型电力机车第0455号牵引Z44次列车通过西长线青塔段，该机车标有西延铁路广告

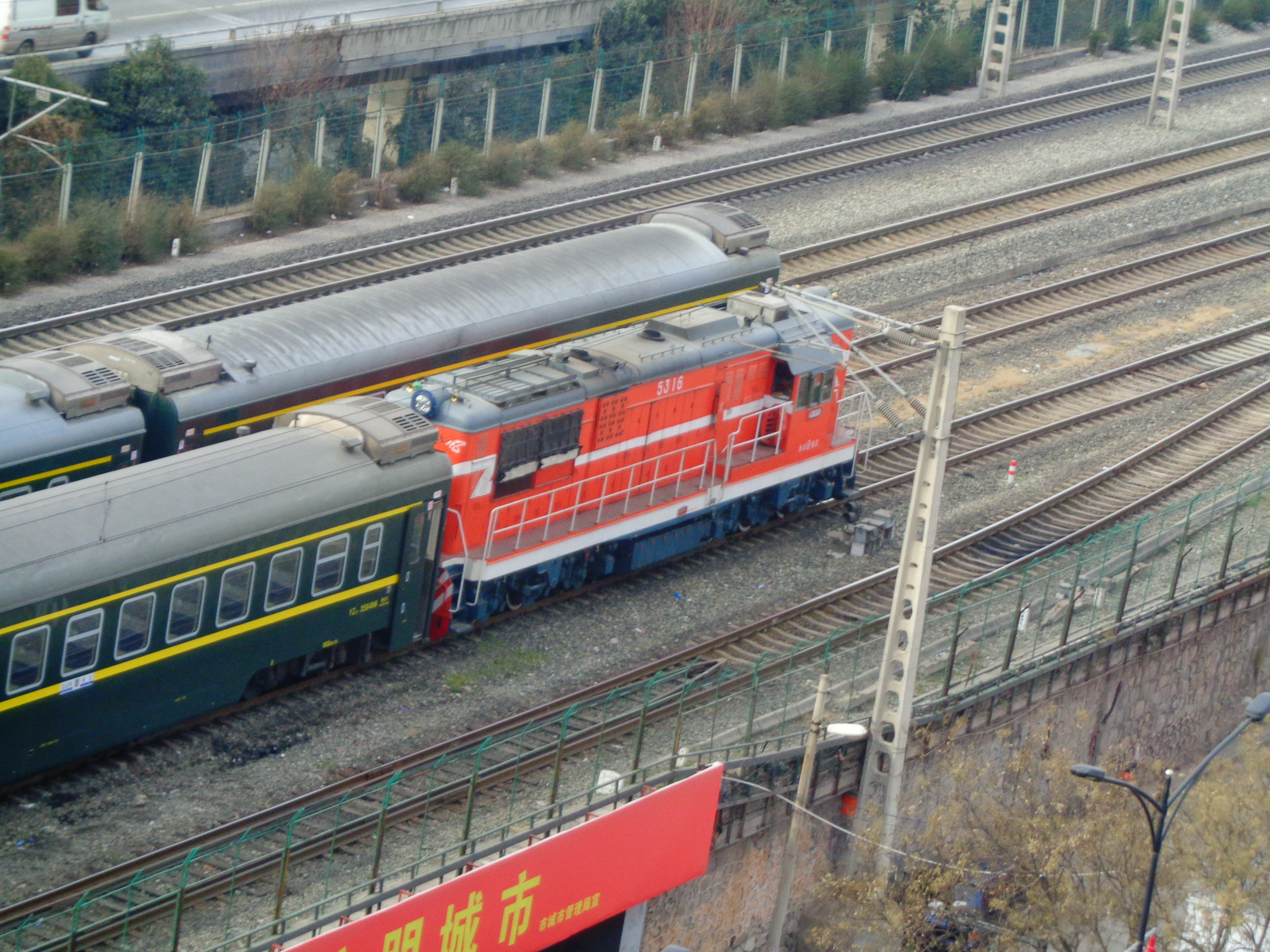
配属西安机务段的东风7C型柴油机车第5316号牵引0Z43次列车车底被送入西安客技站

Z43/44次列车行驶全程为电气化铁路，由西安铁路局西安机务段和谐3D型电力机车牵引，并由机车直接向客车供电，因此列车无须加挂空调发电车。
| 车站区段               | 北京西 ↔ 西安                      |
| 本务机车 配属 司机更替 | 和谐3D型电力机车 西局西段 西安司机 |

## 时刻表

### 历史时刻
| Z43次 | Z43次  | Z43次 | Z43次 | 停靠站 | Z44次 | Z44次 | Z44次  | Z44次 |
| 里程  | 天数   | 到点  | 开点  | 停靠站 | 到点  | 开点  | 天数   | 里程  |
| ----- | ------ | ----- | ----- | ------ | ----- | ----- | ------ | ----- |
| 0     | 当天   | —     | 20:30 | 北京西 | 08:22 | —     | 第二天 | 1200  |
| 146   | 當天   | 21:43 | 21:52 | 保定   | ↑     | ↑     | 第二天 | —     |
| 281   | 当天   | 23:08 | 23:14 | 石家庄 | 05:45 | 05:51 | 第二天 | 919   |
| —     | 第二天 | ↓     | ↓     | 洛陽   | 01:00 | 01:04 | 第二天 | 326   |
| 1200  | 第二天 | 08:23 | —     | 西安   | —     | 20:27 | 当天   | 0     |

| Z43次 | Z43次  | Z43次 | Z43次 | 停靠站   | Z44次 | Z44次 | Z44次  | Z44次 |
| 里程  | 天数   | 到点  | 开点  | 停靠站   | 到点  | 开点  | 天数   | 里程  |
| ----- | ------ | ----- | ----- | -------- | ----- | ----- | ------ | ----- |
| 0     | 当天   | —     | 20:09 | 北京西   | 08:22 | —     | 第二天 | 1279  |
| 291   | 当天   | 22:48 | 22:52 | 石家庄北 | 05:38 | 05:49 | 第二天 | 988   |
| 953   | 第二天 | 05:07 | 05:13 | 延安     | 22:38 | 22:42 | 当天   | 326   |
| 1279  | 第二天 | 07:51 | —     | 西安     | —     | 20:22 | 当天   | 0     |

## 事件
2007年2月6日，因西延铁路蟠桃沟大桥换梁施工过程中发生事故，导致西延铁路停运。其中，北京西开往延安北的T43次列车终到西安站，延安北开往北京西的T44/5次列车变更为西安至北京西，从西安正点发出。西安客运段及时向已当时在途中的T43/46次列车旅客通报情况，统计西安至延安的旅客数量，并组织大型汽车，备足饮用水和食物，在2月7日北京西开往延安北的T43/46次列车到达西安后，由车站工作人员随车通过公路运送133名旅客抵达延安。经西安铁路局和中铁一局紧急抢修，西延铁路于2月8日早上6时50分恢复运行。
2008年7月12日，T44次列车由西安驶出后不久，6号软卧车厢一块玻璃在会车时突然爆裂。随后，每当火车会车时，就不断有车窗玻璃被击碎，至7月13日早晨T44次列车抵达北京西站时，列车右侧软卧车厢共有30多块玻璃窗破碎，其中6号软卧车厢几个包厢的双层玻璃被强风贯穿，造成1名男乘客手指一侧被玻璃划伤。列车乘务长表示大量车窗玻璃破碎可能是由于两列火车会车时，中间形成空气低压造成的，他们已将此事上报铁路主管部门，至于其它原因铁路部门仍在调查。